# كانارو
كانارو (بالإيطالية: Canaro)‏ هي بلدية في مقاطعة رفيغة في منطقة فنيتة، شمال إيطاليا، وتقع على بعد 80 كيلومترًا (50 ميلًا) جنوب غرب مدينة البندقية و15 كيلومترًا (9 ميلًا) جنوب غرب رفيغة.